# Chironomus satchelli
Chironomus satchelli är en tvåvingeart som beskrevs av Freeman 1957. Chironomus satchelli ingår i släktet Chironomus och familjen fjädermyggor. Inga underarter finns listade i Catalogue of Life.